# Mia Benedetta
Mia Benedetta (Roma, 1974) è un'attrice italiana.

## Biografia
Mia Benedetta è un'attrice professionista dal 1995, ha recitato in teatro, televisione, cinema. Nel 2005 è la protagonista del film Ultima fermata Mariù del regista Francesco Dominedò.

## Filmografia parziale

### Cinema
- Cronaca di un amore violato, regia di Giacomo Battiato (1995)
- Panni sporchi, regia di Mario Monicelli (1999)
- Ginostra, regia di Manuel Pradal (2002)
- Cuori Perduti, regia di Teresio Spalla (2003)
- Il cartaio, regia di Dario Argento (2004)
- Se devo essere sincera, regia di Davide Ferrario (2004)
- Raul - Diritto di uccidere, regia di Andrea Bolognini (2005)
- La seconda notte di nozze, regia di Pupi Avati (2005)
- Ultima fermata Mariù, regia di Francesco Dominedò (2005)
- In Amore, regia di Andrea Menghini - cortometraggio (2006)
- Canto di libertà, regia di Valerio D’Annunzio (2006)
- Shooting Silvio, regia di Berardo Carboni (2006)
- L'uomo privato, regia di Emidio Greco (2007)
- Maledimiele, regia di Marco Pozzi (2010)
- Un giorno della vita, regia di Giuseppe Papasso (2011)
- Non me lo dire, regia di Vito Cea (2012)
- Outing - Fidanzati per sbaglio, regia di Matteo Vicino (2013)
- Sei mai stata sulla Luna?, regia di Paolo Genovese (2015)
- The Habit of Beauty, regia di Mirko Pincelli (2016)
- Zeta - Una storia hip-hop, regia di Cosimo Alemà (2016)
- Maria per Roma, regia di Karen di Porto (2016)
- Il grande salto, regia di Giorgio Tirabassi (2019)
- Cattiva coscienza, regia di Davide Minnella (2023)

### Televisione
- Una donna per amico - serie TV (1998)
- Tre addii, regia di Mario Caiano - film TV (1999)
- R.I.S. 2 - Delitti imperfetti, regia di Alexis Sweet - serie TV, episodio 2x02 (2006)
- Distretto di Polizia 6, regia di Antonello Grimaldi - serie TV, episodio 6x16 (2006)
- Rino Gaetano - Ma il cielo è sempre più blu, regia di Marco Turco - miniserie TV (2007)
- La stagione dei delitti - serie TV (2007)
- Distretto di Polizia 8, regia di Alessandro Capone - serie TV, episodio 8x12 (2008)
- L’Arche de Babel, regia di Philippe Carrese - film TV (2008)
- Che Dio ci aiuti - serie TV (2017)
- Ai confini del male, regia di Vincenzo Alfieri (2021)
- Il re (seconda stagione), regia di Giuseppe Gagliardi (2024)

## Teatro
- Les laisons dangereuses – Hampton, regia di A. Galienne (1997)
- Didi, regia di G. Cederna (1998)
- Racconti sud est messicano, regia di N. Pannelli (2003)
- I racconti del terrore (2007)
- La gatta cenerentola – Reading, regia di M. Benedetta (2008)
- La favola del pesce cambiato, regia di M. Benedetta (2009)
- Non esiste saggezza, regia di F. Carofiglio (2013)
- Tante facce nella memoria, regia di F. Comencini (2015-2018)
- Come se fosse lei, regia di Pino Quartullo (2018)
- Ribelli e mai domate, regia M. Benedetta (2018)
- Rachele litiga con Dio, regia A. Melloni (2019)